# Zobida griseata
Zobida griseata is een vlinder uit de familie van de spinneruilen (Erebidae). De wetenschappelijke naam van deze soort werd voor het eerst voorgesteld als Eilema griseata door Hervé de Toulgoët in een publicatie uit 1980.
Deze soort komt voor in Djibouti en Ethiopië.